# (3489) Lottie
(3489) Lottie es un asteroide perteneciente al cinturón de asteroides, descubierto el 10 de enero de 1983 por Kenneth Herkenroth y el astrónomo Gregory Wayne Ojakangas desde el Observatorio del Monte Palomar, Estados Unidos.

## Designación y nombre
Designado provisionalmente como 1983 AT2. Fue nombrado Lottie en homenaje a “Lottie Diane Soll-Herkenhoff” esposa de uno de los descubridores.